# Erwin Krüger
Erwin Krüger Urroz  (León, 2 de noviembre de 1915 - Managua, 28 de julio de 1973) fue un compositor, músico y publicista nicaragüense conocido como El Acuarelista Musical porque en sus composiciones musicales describía --como en una pintura de acuarelas-- el paisaje de su patria. 
Además, es reconocido como el primer compositor nacional que introdujo el tema de "la realidad social del campesino nicaragüense" tal como lo refleja su canción "Queja india", considerada como la primera canción de protesta en Nicaragua.

## Biografía
Erwin Krüger nació en la ciudad de León, el 2 de noviembre de 1915. Su padre, Alfredo Krüger, era de origen alemán y su madre, Sara Hortensia Urroz, nicaragüense. 
Erwin Krüger fundó el conjunto "Los Alzacuanes" en 1932 y, ese mismo año, el famoso "Trío Xolotlán"; luego "Los Pinoleros" en 1934 y posteriormente el renombrado "Trío Monimbó" con su hermano Carlos quien era el cantante y el guitarrista José 'Pepe' Ramírez. 
En 1938 recibió su primer premio, le siguieron premios en 1941 por su canción "Monimbó" y por la que muchos años más tarde salvó su vida en una calle del barrio al cual había compuesto la canción. Al respecto, el escritor Carlos Mántica ha contado que en una visita a ese barrio de la ciudad de Masaya, cuando asistían a la toma de posesión del Alcalde de vara, deambulaba con Krüger entre los solares, cuando les salió al encuentro un monimboseño con machete en mano y muy pasado de tragos:
"Me preguntó mi nombre con cierta malacrianza –recuerda– y desde luego, mi nombre no le dijo nada, luego se dirigió a Erwin y cuando le dijo soy Erwin Krüger, se le iluminó la cara y dijo: Elver Griber, el compositor de Monimbó. Se le echó encima, le dio un gran abrazo y le dijo: Hermano, ahora puedo morir en paz y finalmente le tomó las manos y se las besó."
Si bien Camilo Zapata, con el "Caballito chontaleño", había incorporado el Son nica al cancionero culto y los sones de marimba a la guitarra, Krüger descubrió en su canto el paisaje y la tierra, valorándola con amor. De ahí se haya infundida mucha poesía a la letra de sus canciones. Las más celebradas fueron: "Barrio de pescadores", "El sabanero", "El lechero", "Los zenzontles", "Mi pueblito", "Queja india" y "Monimbó".
En opinión del mismo Mántica, es en "Barrio de pescadores" donde Krüger mejor recoge y conserva el paisaje, pero no se agota allí su pincel de acuarelista. Hay estrofas que superan a las de la canción anterior, pertenecientes a sus composiciones "Luna en el estereo", "Estampa serrana" y "Mi pueblito", escritas durante su estadía en México, país donde vivió varios años trabajando para la radio emisora YNOW.
Asimismo, su labor de reivindicación musical fue tan profunda y acentrada que la realizó en no menos de catorce (14) países, conquistando aplausos y premios en festivales internacionales como los de la ciudad de Manizales, Colombia; República Dominicana, Miami y en diversas representaciones en cada uno de los países de Centroamérica. 
Fue también, con Carlos Mántica, organizador y productor del "Primer Festival Folklórico Nicaragüense".
Uno de los méritos atribuidos a Erwin Krüger fue su aporte en el rescate y recopilación de temas musicales del folklore nicaragüense, en esa dirección, Krüger realizó otra labor: la de musicólogo, rescatando canciones folklóricas y repopularizándolas –a través de sus conjuntos y del disco– como "Palomita Guasiruca", "Doña Sapa" y "La canción del garrobo". 
"Palomita Guasiruca", la recopiló en Chontales como una canción en tono menor, pero El la puso en tono mayor.
El cantautor nicaragüense  Juan Solórzano, dijo:
"Para mí es la canción por excelencia del folclor en Nicaragua."
```
Erwin Kruger Falleció el 28 de julio de 1973 en 
Managua
.
```

## Tríos
Erwin Krüger fundó e integró a renombrados tríos musicales de los años 30 y 40, tales como: 
- Los Alzacuanes (1932)
- Trío Xolotlán (1932)
- Los Pinoleros (1934)
- Trío Monimbó (1941) -Erwin Krüger con su hermano Carlos Krüger quien era cantante y el guitarrista Pepe Ramírez.

## Canciones

### De su autoría
- Barrio de  Pescadores
- Monimbó
- Mi pueblito
- Queja india
- El arriero
- El lechero
- El sabanero
- El zopilote
- La chapandonga
- La madrugada
- Los zenzontles
- Acuérdate de mi
- Campanitas de mi pueblo
- Cómo me gustas
- Estampa serrana
- Luna en el estero
- Mentira

### Del folklore
- Doña Sapa
- La canción del garrobo
- Palomita Guasiruca

## Valoraciones sobre su obra y personalidad
El poeta Pablo Antonio Cuadra (PAC) en una semblanza sobre Krüger dijo:
"fue el primero que introdujo el canto folclórico en la vida del pueblo nicaragüense y en llevarlo al exterior y hacerlo triunfar en festivales y concursos."
Ha escrito Mántica: 
"Para quienes lo conocimos de cerca y a fondo, Erwin es uno de esos personajes que marca, que deja huella, porque contagiaba a los demás con su propio ser. Sabía que amaba lo que hacía y hacía lo que quería. Difícilmente se puede tener más éxito que esto. No le conocí enemigos, nunca alimentó rencores, no lo envaneció la fama, no le esclavizó el dinero y nunca lo venció el dolor. En su compañía se igualaban ricos y pobres que con igual ilusión buscaban su amistad, le hicieron círculos teólogos y artistas, sabios e ignorantes, santos y pecadores."